# Eugen Starešinić
Eugen Starešinić (Zagreb, 7. listopada 1897. – Buenos Aires, 14. rujna 1974.) bio je zagrebački gradonačelnik.

## Životopis
Rođen je u Zagrebu 7. listopada 1897. godine. Nakon srednje škole pohađao je kadetsku školu u Pečuhu; bio je promaknut u čin domobranskog zastavnika. Od 1915. do 1917. bio je na ruskom bojištu gdje je bio ranjen. Nakon liječenja vraća se na bojišnicu gdje ostaje do početka 1918. godine. Zatim je prebačen na talijansku bojišnicu. U prosincu 1918. javio se dobrovoljno za pohod u Međimurje gdje ostaje do lipnja 1919. godine. Nakon toga je premješten u Ohrid za oružnika. Nakon toga je službovao po raznim mjestima u Makedoniji. U Zagreb se vratio 1920. godine te se zaposlio kao osiguravatelj. Dana 18. kolovoza 1944. izabran je za gradonačelnika grada Zagreba. Pred kraj rata povukao se u Austriju, a nakon toga u Italiju u logor za hrvatske izbjeglice u Fermu. Od tamo odlazi u Argentinu u Buenos Aires gdje je umro 14. rujna 1974. godine.

### Članci
- Lipovac, Marijan. 2017. „Ustaška demokracija“ – izbor načelnika, donačelnika i gradskog zastupstva grada Zagreba 1944. godine. Zbornik Janković. Ogranak Matice hrvatske u Daruvaru. Daruvar. 2 (2): 228–251